# Gitte Krogh
Gitte Krogh (13 de maio de 1977) é uma ex-futebolista dinamarquesa que atuava como atacante.

## Carreira
Gitte Krogh representou a Seleção Dinamarquesa de Futebol Feminino, nas Olimpíadas de 1996. 